# Friulano
Friulano ist eine autochthone Weißweinsorte Norditaliens und eine klassische Sorte des Friauls und Venetiens. Ihr Anbau wird in etlichen Provinzen Norditaliens empfohlen. Zugelassen ist sie ferner in Argentinien, Chile und Russland. In Italien wurde im Jahr 1999 eine bestockte Rebfläche von 7260 Hektar erhoben, in Argentinien belief sich die Fläche auf knapp 1000 Hektar.
Die Rebsorte hieß in Italien ursprünglich schlicht Tocai. Der Ampelograph Dalmasso schlug jedoch die Bezeichnung Tocai Friulano vor, um eine Verwechslung mit dem Tokajer zu vermeiden. Am 21. August 2006 wurde weingesetzlich verfügt, dass die Bezeichnung der Rebsorte seit dem Jahrgang 2008 nur noch Friulano lauten darf, damit die Auflagen der EU in puncto Markenschutz des Tokajer erfüllt werden.
Die spätreifende Sorte ist wuchsstark und ertragskräftig. Die reinsortigen Weißweine sind von strohgelber bis goldgelber Farbe und verfügen über einen hohen Alkoholgehalt. Aus ihr werden sowohl trockene als auch süße Weine gewonnen, wobei die deutlich besseren Qualitäten bei der trockenen Variante zu finden sind. Der Wein findet reinsortig oder im Verschnitt Eingang in die DOC-Weine Bianco di Custoza, Colli Berici, Collio Goriziano, Colli Orientali del Friuli, Friuli-Annia, Friuli Aquileia, Friuli Grave, Friuli Isonzo und Friuli Latisana.
Siehe auch die Artikel Weinbau in Chile, Weinbau in Argentinien und Weinbau in Italien.

## Synonyme
Die Rebsorte Friulano ist auch unter 27 anderen Namen bekannt: Blanc Doux, Cinquien, Furlanski Tokaj, Istarski Tokay, Malaga, Mosler, Occhio di Gatta, Occhio di Gatto, Sauvignon a Gros Grains, Sauvignon de la Correze, Sauvignon Gros, Sauvignon Gros Grain, Sauvignon Vert, Sauvignonasse, Sauvignonazz, Tai, Tai Bianco, Tocai, Tocai Bianco, Tocai Friulano, Tocai Italiano, Tocai Italico, Tocai Italico Friulano, Tocay Fruilano, Trebbianello, Tuchi und Zeleni Sauvignon.